# Espacio localmente conexo
En matemáticas, más precisamente en topología, un espacio topológico {\displaystyle X} se dice localmente conexo si para todo {\displaystyle x\in X} y todo {\displaystyle U} entorno  de {\displaystyle x}, existe {\displaystyle V\subseteq U} entorno abierto de {\displaystyle x} conexo.  
Similarmente, {\displaystyle X} se dice localmente arco-conexo si para todo {\displaystyle x\in X} y todo {\displaystyle U} entorno de {\displaystyle x}, existe {\displaystyle V\subseteq U} entorno abierto de {\displaystyle x} arcoconexo.
Dado un espacio topológico {\displaystyle X}, y un punto {\displaystyle x\in X}, si para todo {\displaystyle U} entorno de {\displaystyle x} existe un entorno {\displaystyle V\subseteq U} de {\displaystyle x} (arco)conexo (sin pedir que {\displaystyle V} sea abierto), decimos que {\displaystyle X} es débilmente localmente (arco)conexo en {\displaystyle x}.

## Algunos ejemplos
1. El subespacio {\displaystyle [0,1]\cup [2,3]} de la recta real {\displaystyle R} es localmente arcoconexo, pero no conexo.
2. El peine del topólogo es arco-conexo pero no localmente arco-conexo.
3. El subespacio {\displaystyle Q} de números racionales con la topología de subespacio de {\displaystyle R} no es conexo ni localmente conexo.
- Datos: Q865967